# 키스 리처즈
키스 리처즈(영어: Keith Richards, 1943년 12월 18일 ~ )는 영국의 싱어송라이터, 기타리스트로 전설적인 록 밴드 롤링 스톤스의 창립 멤버로 세계적인 명성을 얻었다. 60년이 넘게 활동을 지속 중이며, 특유의 기타 연주 스타일은 그룹의 트레이드마크로 자리 잡았다. 동료 믹 재거와의 작곡 협력은 역사상 가장 성공적인 작곡 파트너쉽 중 하나로 여겨진다. 리처즈는 마약 사용과 여자 관계로 언론으로부터 악명을 얻었으며, 종종 반문화의 대표자로 그려지기도 한다.
《롤링 스톤》은 리처즈가 기타로 "록에서 가장 뛰어난 단일 리프"를 창조했다며 100인의 가장 위대한 기타리스트 목록에 4위로 올렸다. 롤링 스톤스의 리드 보컬 믹 재거와 쓴 14곡이 롤링 스톤 역사상 가장 위대한 노래 500곡에 포함되었다. 롤링 스톤스에서, 기타는 수년 동안 브라이언 존스, 믹 테일러, 로니 우드와 리처즈의 상호 작용이 맞물려 리듬을 자아내고 있으나, 리처즈는 〈Paint It Black〉, 〈Ruby Tuesday〉, 〈Sympathy for the Devil〉, 〈Gimme Shelter〉, 〈Angie〉 등 밴드의 여러 대표곡에서 단독으로 기타 트랙에 참여했다.
그의 이름의 끝에는 s가 붙기 때문에 키스 리처즈라고 발음하는 것이 맞으나, 통상 키스 리처드라고 불린다. 그는 활동 초기에는 s를 빼 프로필을 작성했지만 지금은 s를 붙여 사용한다. 《캐리비안의 해적》 시리즈의 주인공 캡틴 잭 스패로 캐릭터를 만드는 데에 주로 참고한 모델 중 한명이며, 조니 뎁과 친구사이여서 잭 스패로의 아버지 '티그' 역으로 《캐리비안의 해적: 세상의 끝에서》에 출연하기도 했다.

## 생애
리처즈는 1943년 12월 18일 잉글랜드 켄트 주 다트퍼드의 리빙스톤 병원에서 태어났다. 그는 도리스 M. L.과 허버트 W. 리처즈의 유일한 자식이었다. 그의 아버지는 제2차 세계 대전의 노르망디 상륙 작전에 참전하여 부상을 입었고, 공장 인부로 일했다.:17–18 리처즈의 친가 쪽 조부모 어니 리처즈, 엘리자 리처즈는 각각 사회주의자, 시민 지도자였다. 어니는 "월섬스토 레이버 당의 창건에 적잖은" 공헌을 했고, 엘리자는 1941년 런던 월섬스토 자치 도시의 시장이 되었다. 그의 증조부는 웨일스 혈통이다.:17–18:500
리처즈는 3대가 음악적 열정을 공유하는 집안에서 자랐다. 할아버지는 클래식 기타 연주를 가르쳤고, 라디오에서는 흘러나오는 음악을 들었다. 1959년 담배를 피우느라 학교 조례를 빼먹었다는 이유로 퇴학을 당했다. 그는 그림에 재능이 있어 시드컵 예술대학에 들어갔지만, 그래픽 아트를 배우지 않고 늘 건반을 연주하며 보냈다. 1962년 대학을 자퇴하고 친구와 아파트를 구해 함께 살면서 밴드를 결성했다. 런던의 나이트 클럽을 전전하며 리듬 앤드 블루스 음악을 연주했다.